# V/1 Dywizjon Bombowy

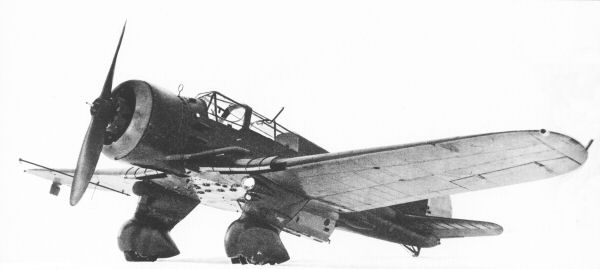
PZL.23 Karaś

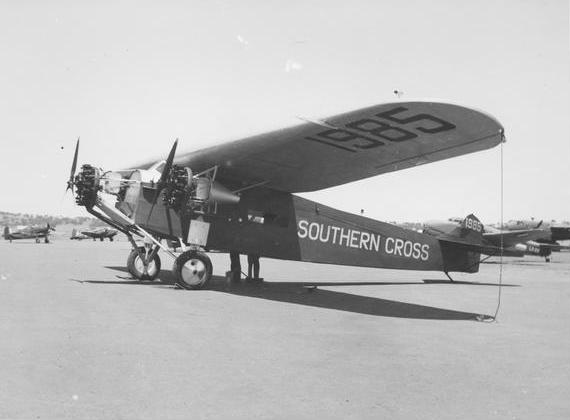
Fokker F.VII

V/1 Dywizjon Bombowy – pododdział lotnictwa bombowego Wojska Polskiego okresu II Rzeczypospolitej, wchodzący w skład 1 Pułku Lotniczego.

## Historia[1]
Do formowania V/1 Dywizjonu Bombowego w ramach 1 Pułku Lotniczego przystąpiono w 1937 w myśl rozkazu Ministerstwa Spraw Wojskowych z dnia 19 lipca 1937. Pierwszym dowódcą i organizatorem Dywizjonu został mjr obs. Stanisław Luziński, a w jego skład weszły nowe Eskadry Bombowe nr 214 i 215 oraz 213 Eskadra Bombowa przeniesiona z II/1 Dywizjonu Bombowego. Eskadry Dywizjonu używały samolotów Fokker F.VII oraz PZL.23 Karaś.
1 października 1938 V/1 Dywizjon wszedł w skład Zgrupowania Bombowego przy 1 Pułku Lotniczym. Dowództwo przejął początkowo mjr pil. Józef Werakso, a potem kpt. pil. Stanisław Cwynar. 213 Eskadra została przekształcona w jednostkę ćwiczebną i wyłączona ze składu Dywizjonu.
W marcu 1939 Dywizjon oraz Eskadry 214 i 215 zostały rozwiązane. Na podstawie ich personelu stworzono Eskadry Bombowe 216 i 217 oraz 215 Dywizjon Bombowy. 

## Skład
- 213 eskadra bombowa
- 214 eskadra bombowa
- 215 eskadra bombowa

## Dowódcy dywizjonu
- mjr obs. Stanisław Luziński (1937-1938)
- mjr pil. Józef Werakso (1938)
- kpt. pil. Stanisław Cwynar (1938-1939)